# ベルンハルト (ケルンテン公)

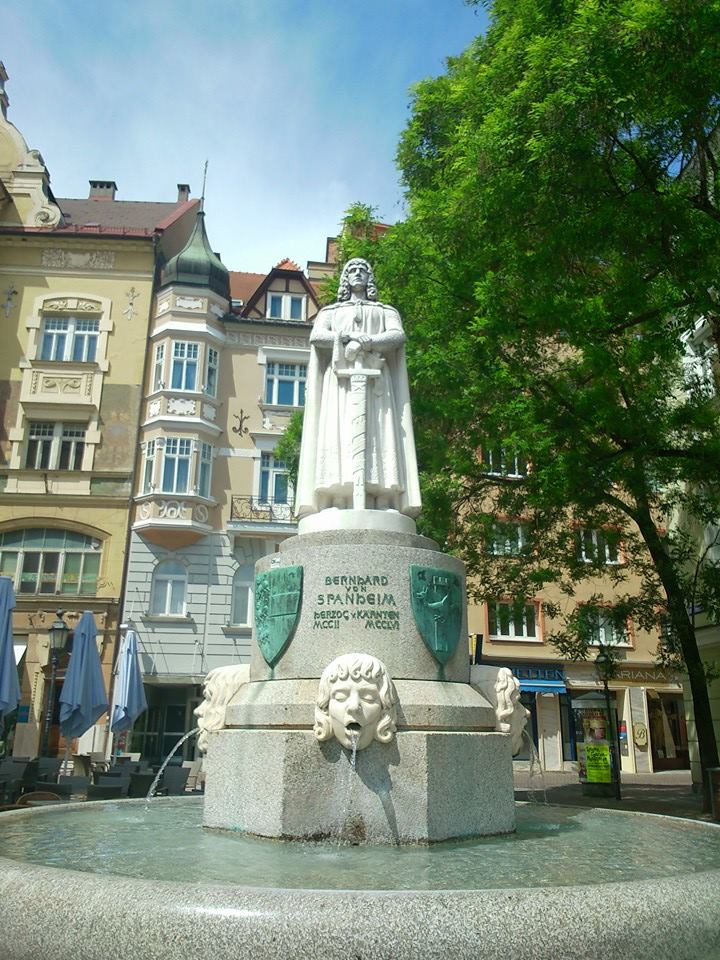
ケルンテン公ベルンハルトの噴水（クラーゲンフルト）

1246年までのケルンテン公の紋章

1246年以降のケルンテン公の紋章

ベルンハルト・フォン・シュポンハイム（ドイツ語：Bernhard von Sponheim, 1176/81年 - 1256年1月4日）は、ケルンテン公（在位:1202年 - 1256年）。騎士道とミンネザングのパトロンであり、ベルンハルトの統治下でケルンテン公領は実効的な諸侯領となった。

## 生涯
1122年、シュポンハイム家として初めてハインリヒ4世がケルンテン公領を与えられた。翌年にハインリヒ4世が死去し、ハインリヒ4世の弟でベルンハルトの曾祖父にあたるエンゲルベルトが公領を継承した。
父ヘルマンは1161年から1181年までケルンテン公であった。その後ベルンハルトの兄ウルリヒ2世が20年間ケルンテン公であったが、1202年8月10日に子供なく死去し、ベルンハルトが跡を継いだ。母アグネス・フォン・エスターライヒはバーベンベルク家の出身であった。
ベルンハルトは、兄ウルリヒ2世が1197年の十字軍に参加した後に、病（おそらくハンセン病）が重くなった頃よりすでに摂政として実質的にケルンテン公領を支配していた。皇帝ハインリヒ6世の死後に起こったホーエンシュタウフェン家とヴェルフ家のローマ王位を巡る争いにおいて、最初は兄と共にフィリップ・フォン・シュヴァーベンを支持していたが、1208年にフィリップが暗殺された後はヴェルフ家のオットー4世支持にかわり、ローマで行われたオットー4世の戴冠式にも参加した。しかしまた後に、フィリップの甥フリードリヒ2世支持にまわり、1212年にフリードリヒ2世はローマ王となり、オットー4世に勝利した。
その後もベルンハルトはホーエンシュタウフェン家の忠実な支持者であり続けた。ベルンハルトは、皇帝フリードリヒ2世と教皇グレゴリウス9世との和解のためのヘルマン・フォン・ザルツァの尽力を支援し、1230年にサン・ジェルマーノ教会において和平が結ばれた。後にベルンハルトは皇帝とその息子ハインリヒ7世との間の不和においても仲介の役割を果たした。1237年、ベルンハルトはハインリヒ7世の弟コンラート4世の国王選出を支援したが、後年、プシェミスル家およびアンデクス家と姻戚関係を結ぶと、ベルンハルトはフリードリヒ2世派から教皇派に変わった。1247年、ベルンハルトは息子フィリップをザルツブルク大司教とすることに成功した、
ベルンハルトは自身の領地の統治に集中し、アクィレイア総大司教ベルトルトやフィラッハの町やイタリアへの重要な貿易ルートを支配しているバンベルク司教などの諸侯に対抗して領地の拡大を図ったが、あまり成功しなかった。さらに、ベルンハルトがゲルツ伯マインハルト3世と小さなグライフェンブルクの所領を巡って争っている間に、ザルツブルク大司教は1218年にザッカウ、および1225年にラヴァントにそれぞれ大司教補佐座を設置することにより自らの立場の強化に成功した。
次にベルンハルトは、1205年に自身が貨幣鋳造所を設置したザンクト・ファイト、フェルカーマルクト、および1246年に公領の首都となるクラーゲンフルトからなる三角地帯を含む公領の中心に強固な守りを敷いた。ザンクト・ファイトの居城ではトーナメントが開催され、ヴァルター・フォン・デア・フォーゲルヴァイデなどのミンネゼンガーが集まった。ウルリヒ・フォン・リヒテンシュタインは『Frauendienst』の詩の中で、1227年にウルリヒがヴィーナスの格好でケルンテンに到着し、ベルンハルトがスロヴェニアの挨拶「Buge waz primi, gralva Venus」（神はあなたとともにおられます、ヴィーナスよ）とともにウルリヒを出迎えた様子を描写している。
1246年にオーストリアのバーベンベルク家が断絶した後、ベルンハルトは自らの影響力を拡大させようとしたが、失敗に終わった。それでもなお、ベルンハルトは戦略的に重要な、カラヴァンケン山脈を通って隣接するクライン辺境伯領に通ずるゼーベルク峠およびローイブ峠の支配権を握った。クライン辺境伯領は、後にベルンハルトの息子ウルリヒ3世がメラーン公オットー1世の娘アグネスとの結婚により1248年に方伯となり手に入れることになる。ベルンハルトはまた、1234年ごろに低クラインのコンスタニェヴィツァにシトー会修道院を創建したことでも知られる。ベルンハルトはラヴァントタールのザンクト・パウル修道院に埋葬された。

## 結婚と子女
ベルンハルトは1213年にボヘミア王オタカル1世とハンガリー王女コンスタンツィエの娘ユーディトと結婚し、4人の子女をもうけた。
- ウルリヒ3世（1220年頃 - 1269年） - ケルンテン公（1256年 - 1269年）、クライン辺境伯（1248年 - 1269年）[1]
- ベルンハルト（1249年以前没）
- マルガレーテ（1249年以前没）
- フィリップ（1279年7月21/22日没） - ザルツブルク大司教（1247年 - 1256年）、アクィレイア総大司教（1269年 - 1273年）[1]

ウルリヒ3世が1269年に死去し、シュポンハイム家はケルンテン公位を失う危機に陥った。ウルリヒ3世の弟フィリップはケルンテンおよびクラインに対する権利を主張したが、従兄弟ボヘミア王オタカル2世は1268年にウルリヒ3世と相続条約を結んでおり、フィリップはオタカル2世に敗れた。フィリップは1275年にハプスブルク家のローマ王ルドルフ1世より封土として認められたものの、1278年にマルヒフェルトの戦いにおいてオタカル2世が死去した後に、支配を引き継ぐことができなかった。